# Фискальные марки Зулуленда
Фискальные марки Зулуленда — выпущенные британской колонией Зулуленд в 1888 году фискальные марки, которые были предназначены для оплаты различных государственных сборов, налогов, пошлин.
Единственная серия фискальных марок Зулуленда 1888 года состояла из фискальных марок Наталя семи номиналов: 1 пенни, 1 шиллинг, 5 шиллингов, 9 шиллингов, 1 фунт стерлингов (двух разных цветов), 5 и 20 фунтов стерлингов с надпечаткой англ. «ZULULAND» (Зулуленд), аналогичной той, что была сделана на почтовых марках. Фискальная марка номиналом 1 пенни позднее также стала почтовой. На все марки более высоких номиналов этой серии сейчас установились высокие цены, и они довольно раритетные.
Помимо этого выпуска, та же марка Наталя номиналом 5 фунтов стерлингов известна с другой надпечаткой фиолетового цвета, но неизвестно, был ли это официальный выпуск или нет.
Фискальные марки Наталя высоких номиналов были заменены почтовыми марками номиналом до 5 фунтов стерлингов, выпущенными в 1894 году. Марки более высоких номиналов этой серии в основном предназначались не для почтового обращения, а для использования в фискальных целях. 